# Марія Андрейчик
Марія Магдалена Андрейчик (пол. Maria Magdalena Andrejczyk нар. 9 березня 1996 року, Сейни, Польща) — польська метальниця списа, срібний призер Олімпійських ігор 2020 у Токіо.

## Біографія та кар'єра
Навчалася в ліцеї ім. Шимона Конарського в Сейнах, потім — в університеті Білостока на факультеті англійської філології. На даний час живе в Білостоці.
Дебютувала на міжнародній арені в 2013 році. У 2015 році стала переможницею юніорського чемпіонату Європи. На Олімпіаді 2016 року посіла четверте місце з результатом 64,78 м, програвши два сантиметри Барборі Шпотаковій у боротьбі за бронзу, але при цьому встановивши в кваліфікації національний рекорд — 67,11 м. Цей результат виявився кращим, ніж переможний результат чемпіонки Сари Колак в фіналі.
У 2016 році спортсменка травмувала плече й не могла виступати на попередньому рівні через біль. Їй довелося перенести серйозну операцію, після чого вона пропустила наступний сезон, витративши цей час на відновлення.
|  | Сезон 2018 року був для мене дійсно складним. У мене все ще був сильний біль в плечі, але подумки я відчувала, що мені потрібно змагатися. Я змагалась на дуже низькому рівні, і, можливо, це було нерозумно, але я виявила, що це дає мені мотивацію, особливо коли я боролася з дівчатами, які кидали за 60 метрів. |

В 2018 році легкоатлетка повернулася до тренувань, проте в цьому ж році у неї було виявлено остеосаркому в носових пазухах. На щастя, виявилося, що хімієтерапія не потрібна і вистачить лише операції. В результаті пухлину було видалено шляхом хірургічного втручання, а вже за три тижні потому Марія повернулася до нормального життя.
У травні 2021 року на національному відборі побила свій рекорд, встановлений у 2016 році, показавши результат у 71,40 м. , що також є третім результатом в історії метання списа серед жінок.
На Олімпіаді 2020 року завоювала срібну нагороду з результатом 64,61 м.

## Цікаві факти
- Андрейчик виставила на аукціон завойовану нею медаль Олімпійських ігор у Токіо задля того, щоб допомогти родині хлопчика Мілоша заплатити за операцію на серці в США. В аукціоні перемогла національна мережа супермаркетів, яка заплатила 500 тисяч злотих (125 тисяч доларів США). Оплативши покупку, торгова мережа повернула медаль Марії[6][7].

## Основні результати
| Рік  | Змагання                                         | Місце проведення         | Місце  | Результат |
| ---- | ------------------------------------------------ | ------------------------ | ------ | --------- |
| 2013 | Чемпіонат світу з легкої атлетики серед юнаків   | Донецьк, Україна         | 26 (q) | 45.14 м   |
| 2014 | Чемпіонат світу з легкої атлетики серед юніорів  | Юджин, США               | 5      | 53.66 м   |
| 2015 | Чемпіонат Європи з легкої атлетики серед юніорів | Ескільстуна, Швеція      | 1      | 59.73 м   |
| 2015 | Чемпіонат світу з легкої атлетики                | Пекін, Китай             | 28 (q) | 56.75 м   |
| 2016 | Чемпіонат Європи з легкої атлетики               | Амстердам, Нідерланди    | 13 (q) | 57.93 м   |
| 2016 | Літні Олімпійські ігри                           | Ріо-де-Жанейро, Бразилія | 4      | 64.78 м   |
| 2020 | Літні Олімпійські ігри                           | Токіо, Японія            | 2      | 64.61 м   |